# Cortes de Tarragona-Montblanch-Tortosa (1370)
Las Cortes generales catalanas de Tarragona, Montblanch y Tortosa de 1370 fueron convocadas por el rey Pedro IV el Ceremonioso, durante el período de regencia de la Generalidad de Cataluña.
De igual forma que en ediciones anteriores de las Cortes en este periodo, el tema principal era la aportación económica al rey para el sufragio de la guerra con Castilla. En esta ocasión el donativo total subió a 332.000 florines, si bien se encargó su administración al regente Bernat Busot, siempre bajo la supervisión de los oyentes de cuentas. Este donativo debía servir tanto para sufragar la guerra en Cerdeña y contra Castilla, como para la constitución de un ejército permanente de 400 hombres a caballo y 400 ballesteros para asegurar la defensa de Cataluña, ya que las tropas implicadas en la guerra de los Cien Años hacían incursiones de saqueo.
La corte denunció el perjuicio que les supuso a la Generalidad que el rey acuñara florines de oro en Barcelona, Valencia y Zaragoza, ya que la Generalidad tenía la concesión de la ceca de Perpiñán.
| Predecesor: Cortes de Barcelona de 1368 | Cortes Catalanas 1370 | Sucesor: Cortes de Barcelona de 1372-1373 |